# Colastes abrogatus
Colastes abrogatus är en stekelart som först beskrevs av Charles Thomas Brues 1910.  Colastes abrogatus ingår i släktet Colastes och familjen bracksteklar. Inga underarter finns listade i Catalogue of Life.